# Abu Bakr Shah
Abu Bakr Shah, död 1390, var regerande sultan av Delhi mellan 1389 och 1390.